# 시크릿 인베이젼
《시크릿 인베이젼》(영어: Secret Invasion)은 디즈니+에서 2023년 6월부터 7월까지 방영된 미국의 공상 과학, 슈퍼히어로 드라마이다.

## 시놉시스
형태 변환 능력이 있는 스크럴 외계 종족에 맞서 인류를 지키려는 닉 퓨리의 싸움을 그린 첩보 스릴러.

## 출연진

### 주연
- 새뮤얼 L. 잭슨 - 닉 퓨리 역
- 벤 멘덜슨 - 탈로스 역
- 킹즐리 벤어디어 - 그래빅 역
- 에밀리아 클라크 - 가이아 역
- 올리비아 콜먼 - 소니아 팰즈워스 역
- 돈 치들 - 라바 / 제임스 로즈 역
- 샬레인 우더드 - 바라 / 프리실라 퓨리 역
- 킬리언 스콧 - 페이건 역
- 새뮤얼 아데운미 - 베토 역
- 더멋 멀로니 - 릿슨 대통령 역
- 리처드 도머 - 프레스콧 역

### 조연
- 케이트 피너런 - 로자 돌턴 역

### 단역
- 코비 스멀더스 - 마리아 힐 역
- 마틴 프리먼 - 에버렛 K. 로스 역
- 샬럿 베이커(인간)/케이트 브레이스웨이트(스크럴) - 소렌 역
- 줄리엣 스티븐슨 - 엘리자베스 힐 역
- 벤 필 - 브로건 역
- 크리스토퍼 맥도널드 - 크리스 스턴스 역
- 시타 인드라니 - 셜리 사가르 역
- 크리스토퍼 고 - 잭 혁빈 역
- 잠피에로 유디카 - 세르조 카스파니 나토 사무총장 역
- 애나 매들리 - 패멀라 로턴 영국 총리 역
- O. T. 패그벤레이 - 릭 메이슨 역
- 카먼 이조고

## 에피소드 목록
| 회차 | 제목                  | 감독                               | 각본                               | 방송날짜        |
| ---- | --------------------- | ---------------------------------- | ---------------------------------- | --------------- |
| 1    | "부활" "Resurrection" | 알리 셀림                          | 카일 브래드스트리트, 브라이언 터커 | 2023년 6월 21일 |
| 2    | "약속" "Promises"     | 알리 셀림                          | 브라이언 터커, 브랜트 엥글스틴     | 2023년 6월 28일 |
| 3    | "배신" "Betrayed"     | 알리 셀림                          | 록샌 파레데스, 브라이언 터커       | 2023년 7월 5일  |
| 4    | "사랑" "Beloved"      | 알리 셀림                          | 브라이언 터커                      | 2023년 7월 12일 |
| 5    | "수확" "Harvest"      | 알리 셀림                          | 마이클 빔, 브라이언 터커           | 2023년 7월 19일 |
| 6    | 알리 셀림             | 카일 브래드스트리트, 브라이언 터커 | 2023년 7월 26일                    |                 |